# Sarah Wright
Sarah Fay Wright (Louisville, 28 settembre 1983) è un'attrice statunitense.

## Biografia

### Vita privata
Il 23 giugno del 2012 ha sposato l'attore Eric Christian Olsen da cui ha avuto tre figli: Wyatt Oliver nato nel 2013, Esmé Olivia nata nel 2016 e Winter Story nata nel 2020.

## Filmografia

### Cinema
- All You've Got - Unite per la vittoria (All You've Got), regia di Neema Barnette (2006)
- X's & O's (Platonically), regia di Kedar Korde (2007)
- Un amore di testimone (Made of Honor) regia di Paul Weiland (2008)
- Wieners - Un viaggio da sballo (Wieners), regia di Mark Steilen (2008)
- La coniglietta di casa (The House Bunny), regia di Fred Wolf (2008)
- Surfer, Dude (Surfer Dude), regia di S. R. Bindler (2008)
- Un compleanno da leoni (21 & Over), regia di Jon Lucas e Scott Moore (2013)
- Una notte in giallo (Walk of Shame), regia di Steven Brill (2014)
- Barry Seal - Una storia americana (American Made), regia di Doug Liman (2017)

### Televisione
- Give Me Five, serie TV, 22 episodi (2004-2005)
- CSI: Miami, serie TV, episodio 4x03 (2005)
- Malcolm - serie TV, episodio 7x06 (2005)
- The Loop - serie TV, 6 episodi (2006)
- Settimo cielo (7th Heaven) - serie TV, 15 episodi (2006-2007)
- Up All Night (Up All Night), film TV, regia di Scott Silveri (2007)
- Mad Men - serie TV, episodio 2x06 (2008)
- How I Met Your Mother - serie TV, episodio 5x08 (2009)
- Parks and Recreation - serie TV, 5 episodi (2011-2013)
- Mad Love - serie TV, 7 episodi (2011)
- Marry Me - serie TV, 18 episodi (2014-2015)
- Lady Dynamite - serie TV, episodio 2x07 (2017)
- Spinning Out - serie TV, 10 episodi (2020)

## Doppiatrici italiane
Nelle versioni in italiano delle opere in cui ha recitato, Sarah Wright è stata doppiata da:
- Veronica Puccio in Give Me Five
- Perla Liberatori in CSI: Miami
- Antonella Rinaldi in Mad Men
- Jenny De Cesarei in How I Met Your Mother
- Guendalina Ward in The Middle
- Germana Longo ne Una notte in giallo
- Domitilla D'Amico in Barry Seal - Una storia americana
- Gaia Bolognesi in Spinning Out